# Emnilda Lužiška
Emnilda Lužiška (poljsko Emnilda słowiańska) je bila slovanska plemkinja in od leta 992 s poroko s Pjastom Boleslavom I. Hrabrim vojvodinja Poljske, * okoli 970–975, † 1017.

## Poreklo
Emnilda je bila hči slovanskega vladarja Dobromirja, ki ga je sodobni kronist Thietmar Merseburški (975–1018) v zapisu iz leta 1013 imenoval venerabilis senior (častitljivi starešina). Večina zgodovinarjev meni, da je bil Emnildin oče vladar lužiških in milcenskimi dežel, ki so bile od leta 963 del Saške vzhodne marke. Nemški kronist ga je omenil kot starešino, kar je v tem kontekstu najverjetneje pomenilo "knez", in je pokazal določeno domačnost s to osebo. To kaže, da je bil Dobromir nekdo, ki ga je Thietmar, ki je bil od leta 1009  merseburški škof, dobro poznal. Emnildin oče je bil zato iz območja Polabskih Slovanov blizu njegovega škofovskega sedeža. Glede na njeno nemško ime je bila Emnildina mati verjetno saškega  porekla.
Drugi zgodovinarji zagovarjajo drugačno ozadje. Henryk Łowmiański je bil prepričan, da je bila Emnilda hči zadnjega neodvisnega kneza Vislanov na območju Krakova, Tadeusz Wasilewski pa je v njej videl moravsko princeso.

## Življenje
Poroka Emnilde in poljskega prestolonaslednika Boleslava je bila okoli leta 987. To je bil tretji zakon mladega vojvode. Prvi ženi, Hunildo in Judito Ogrsko, je zavrnil po nekaj letih zakona. Z njima je imel hčer in sina Bezprima. Emnilda je v zakonu z njim rodila pet otrok, od tega dva sinova – bodočega kralja Mješka II. Lamberta in Otona – in tri hčere.
Emnildo sta omenjala kronista  Gallus Anonimus in Thietmar Merseburški. Oba sta zapisala, da je bila modra in očarljiva oseba. Domneva se, da je imela velik vpliv na svojega moža in morda tudi na poljske državne zadeve. Verjetno je spremljala Boleslava na srečanju s Henrikom II. v Merseburgu 23. maja 1013 in morda dejavno spodbujala priznanje njunega sina Mješka II. za cesarjevega vazala  kot vladarja Moravske. Slednje je ogrozilo pravice do nasledstva Boleslavovega najstarejšega sina Bezprima, ki je bil na koncu izključen v korist svojega mlajšega polbrata.

## Smrt
Natančen datum Emnildine smrti ni znan, domnev se pa, da se je to zgodilo najkasneje leta 1017 oziroma, verjetneje, konec leta 1016, saj se je Boleslav I. 3. februarja 1018 poročil s svojo četrto in zadnjo ženo Odo Meissensko.